# Le Boulay-Morin

Le Boulay-Morin este o comună în departamentul Eure, Franța. În 1 ianuarie 2022 avea o populație de 818 de locuitori.